# Bête féroce
« Créature féroce » redirige ici. Pour le film américano-britannique, voir Créatures féroces.

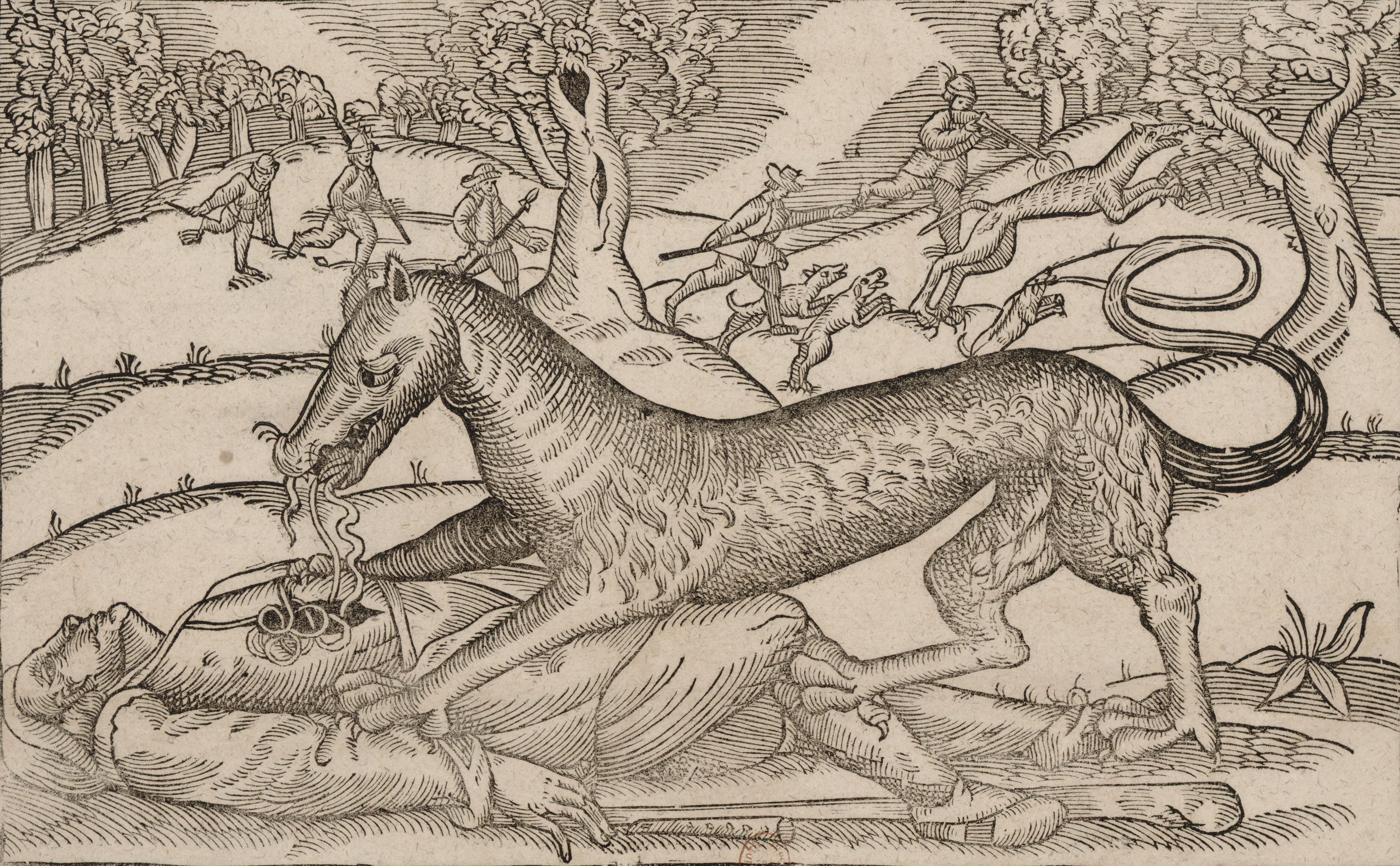
« Représentation d'un animal hideux qui a mangé beaucoup de monde dans un village nommé Singlais, situé à trois lieues de Caen », gravure sur bois, 1632.

Une bête féroce, bête dévorante, bête monstrueuse ou encore bête fantastique, est un animal carnivore réel ou imaginaire, plus ou moins fantasmé, suscitant le plus souvent une psychose chez l'être humain. Ces peurs autour des bêtes féroces trouvent leurs sources dans les attaques réelles de grands carnivores sur des gens ou du bétail. Les hypothèses fantastiques sur la nature de ces bêtes, impliquant des loup-garous ou autres « malebestes », ne sont pas rares. Portée par de célèbres affaires comme celle de la bête du Gévaudan en France au XVIIIe siècle, la peur de la « bête » entraîne une vague de popularité dans la littérature fantastique du XIXe siècle. Si ces bêtes féroces sont assez souvent présentées comme des loups, leur identité supposée peut varier suivant les rumeurs. Au XXe siècle, en Europe de l'Ouest, une légende populaire fréquente est de voir des félins échappés. 

## Définition
Les « bêtes féroces » sont difficiles à définir, l'expression étant très floue d'un point de vue zoologique. Pour Jean-Marc Moriceau, « les qualifications usitées pour désigner l'animal agresseur ont fait couler beaucoup d'encre » : en France, les noms « loups » et « bêtes » sont suivis d'adjectifs interchangeables tels que « féroces », « carnassiers » ou « mauvais », avec une prévalence de l'emploi du mot « bête ». Les gens des campagnes appellent souvent le carnassier dont ils ont peur « la bête ». Le mot « bête » est donc le plus fréquent, d'autant plus qu'au XXe siècle, il a perdu son sens de synonyme d'« animal », ce qui l'a rendu beaucoup plus évocateur pour désigner de grands carnivores effrayants par analogie avec les bêtes mythologiques et légendaires. Le folklore populaire des régions occitanes retient des mots comme malebete ou malebeste. Le terme de « bête dévorante » est utilisé dans divers dictionnaires (notamment au XIXe siècle), et désigne notamment la bête du Gévaudan (citée comme « loup ou autre bête dévorante »). Différents autres noms peuvent être utilisés, tels que « bête monstrueuse », « bête fantastique », ou simplement « monstre »,. Jean-Jacques Barloy les décrits comme des bêtes d'aspect canin ou félin, souvent tueuses de moutons ou d'autres espèces domestiques. Elles forment le type d'affaire le plus fréquent parmi celles de la cryptozoologie en Europe depuis le XXe siècle. Alors que ces bêtes étaient jadis décrites comme anthropophages, depuis le XXe siècle, les affaires de bêtes sont surtout liées à des attaques de troupeaux domestiques.
Certains canidés comptés parmi ces « bêtes » sont certainement des chiens errants ré-ensauvagés plutôt que des loups, ou des hybrides de chien et de loup. De plus, les descriptions insistent souvent sur des détails extraordinaires. En France, à partir notamment des registres de paroisses, Jean-Marc Moriceau identifie plus de 3 000  attaques de loups sur des humains pour le seul territoire français. Cependant, plus que la férocité des canidés, ces attaques révèlent selon lui avant tout les problèmes de relations entre l'Homme et les grands carnivores. Il existe aussi de nombreux récits faisant intervenir des félins exotiques, depuis le milieu du XXe siècle, en France et en Grande-Bretagne. Malgré le passage du temps, des apparitions d'animaux prédateurs ou exotiques dans des « sociétés urbanisées et industrielles », qui s'en prendraient aux troupeaux des paysans, sont toujours citées. Les psychoses autour de ces bêtes sont souvent alimentées par la presse écrite. La sociologue et chercheuse du CNRS Véronique Campion-Vincent analyse la persistance de ces récits qui, selon elle, « confrontent, de façon inattendue, l'homme moderne à une nature sauvage qu'il ne connaît plus ». Analysant ces récits, Michel Meurger et Jean-Jacques Barloy révèlent qu'ils suivent tous le même scénario : des troupeaux d'animaux domestiques sont attaqués et leurs cadavres sont découverts au matin, les attaques sont interprétées comme étant « inhabituelles », conduisant à impliquer un prédateur exceptionnel ou fantastique. De nouvelles observation de la ou des bêtes ont lieu. Des moyens policiers sont mobilisés, les chasseurs et les vétérinaires s'expriment dans la presse qui donne de l'ampleur à l'affaire. Il y a deux dénouements possibles : l'identification d'un animal ou de plusieurs, ou bien les efforts de chasse et les battues ne donnent rien. Dans tous les cas, l'affaire disparaît quand les attaques cessent,.

## Histoire
Depuis la fin des années 1940, en France et en Angleterre, des légendes rurales contemporaines relatent des apparitions de grands félins sauvages. Pour Véronique Campion-Vincent, ces rumeurs sont alimentées par la peur des réintroductions d'espèces carnivores menacées.

### En France

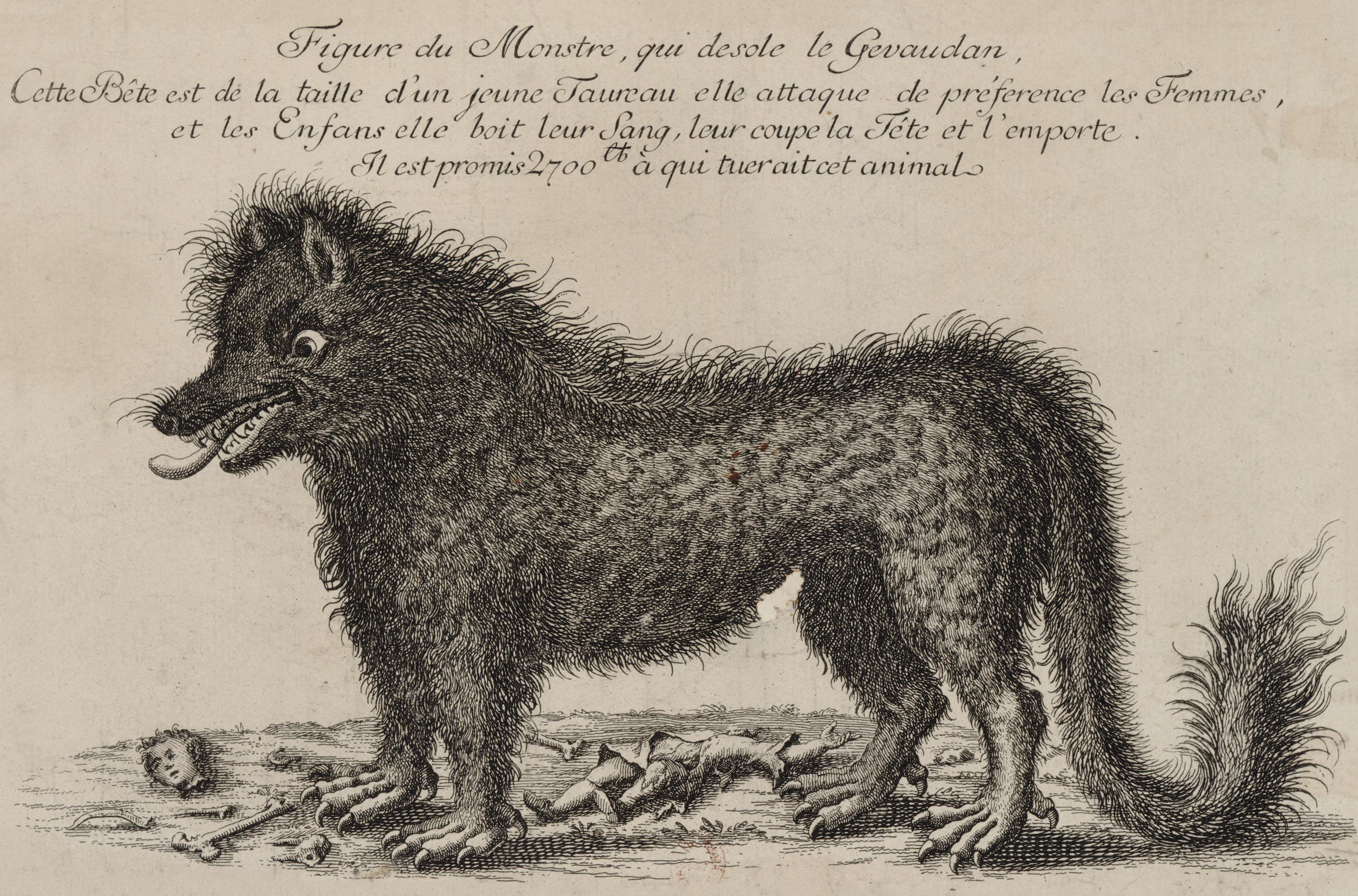
« Figure du Monstre qui désole le Gévaudan », gravure sur cuivre de 1764/1765.

De 1625 à 1633, la bête de Cinglais (ou bête d'Evreux, bête de Caen) fait une trentaine de victimes en un peu plus d’un an. La bête du Benais de 1693 à 1694 et la « bête du Val de Loire » de 1742 à 1754 seraient à l'origine de plusieurs séries d'attaques. Des crises régionales apparaissent en raison de l'impuissance des autorités françaises face aux tueries de bétail, notamment pendant les affaires de la bête du Cézallier, de 1946 à 1956, et de la bête des Vosges, de 1976 à 1978. La Bête du Cézallier se manifeste juste après la Seconde Guerre mondiale, dans un contexte de restrictions alimentaires. Pour le sociologue Michel Meurger, la panique a probablement cristallisé les peurs autour d'un animal exotique, en l’occurrence d'une lionne, alors que les tueries de bétail semblent le fait de loups. L'abattage d'un loup à Grandrieu en 1951 met fin aux attaques. Cependant, l'opinion populaire retient l'image de la lionne.
- Bête de l’Auxerrois
- Bête de Primarette
- Bête du Lyonnais
- Bête de Sarlat ou du Périgord
- Bête du Gévaudan
- Bête de Veyreau
- Bête de Chaingy
- Bête des Cévennes
- Bête de l'Esterel (1983)[14]
- Bête de Malataverne (1988)[14]
- Bête de Noth

En juillet 1982, la rumeur d'une panthère échappée à Pornic est traitée par la presse comme un sujet divertissant pour les estivants. En 1986, un même cas de panthère échappée est rapporté au Touquet. Mi-novembre 2014, de nombreuses rumeurs font état d'un tigre échappé en Seine-et-Marne, mais l'animal photographié se révèle être un gros chat ou un lynx.

### En Suisse
En 1946 et 1947, des attaques de troupeau dans le canton suisse du Valais mènent à une psychose autour du monstre du Valais, longtemps pris pour un lynx mais qui était très probablement un gros loup, abattu à Eischoll le 27 novembre 1947.

## Dans les arts et la littérature
La figure de la bête féroce connaît un grand succès populaire dans la littérature fantastique des débuts du XIXe siècle, grâce à la peur qu'elle suscite chez l'être humain. 